# Сајбер-криминал
Сајбер криминал (engl. Cyber crime) представља облик криминалног понашања, код кога се коришћење компјутерске технологије и информационих система испољава као начин извршења кривичног дела, где се компјутер или рачунарска мрежа употребљавају као средство или циљ извршења. Компјутери и компјутерска технологија се могу злоупотребљавати на разне начине, а сам криминалитет који се реализује помоћу компјутера може имати облик било ког од традиционалних видова криминалитета, као сто су крађе, утаје, проневере, док се подаци који се неовлашћено прибављају злоупотребом информационих система могу на разне начине користити за стицање противправне користи.
Може се констатовати да је сајбер криминал такав облик криминалног понашања код кога је сајбер окружење у коме се компјутерске мреже појављују као средство, циљ, доказ или окружење извршења кривичног дела. При томе се под сајбер простором, подразумева или врста “заједнице” сачињене од мреже компјутера у којој се елементи традиционалног друштва налазе у облику бајтова и битова или “простор који креирају компјутерске мреже”. Термин сајбер простор први је употребио Вилијам Гибсон у научно-фантастичној новели Неуромансер (engl. Neuromancer) 1984. године.

## Развој сајбер криминала
Идеја о посебној категорији компјутерског криминала настаје отприлике у исто време када су рачунари постали више мејнстрим. Већ шездесетих година било је извештаја о компјутерским манипулацијама, компјутерским саботажама, шпијунажама и нелегалним коришћењима рачунарских система. Док су седамдесетих година виђени први озбиљни третмани компјутерског криминала, релативно ограничена улога рачунара у свакодневном животу усмерила је ове прекршаје на крађе и преваре везане за телекомуникационе услуге и пренос електронских средстава. У наредним деценијама, са повећањем умрежених и персоналних рачунара трансформише се компјутерски криминал и ствара се потреба за специфичним законима везаним за ову врсту криминала.
Еволуција таквог законодавства следи узастопне трендове на пољу информационих система и забринутост за злоупотребу рачунарских система. Грешком у програму која је названа "Интернет црв" 1988. године оборено је 6.000 рачунара. Исте године ухапшен је Роберт Морис (САД) и осуђен је на 400 сати добротворног рада и 10.000 долара. Проблеми неовлашћеног приступа приватним информацијама скренули су пажњу на могућност коришћења рачунара у сврхе привредног криминала. Тако је у периоду од јуна до августа 1994. у осамнаест упада Владимир Левин из Петрограда извукао преко 10 милиона долара из система Ситибанк (engl. Citybank). Наредне године је ухапшен у Лондону, 1997. је изручен америчким властима, а у августу исте године је осуђен на 36 месеци затвора и казну од 250.000 долара. Кевин Митник у САД је ухапшен и осуђен 1995. године за фалсификовање 20.000 бројева кредитних картица. Са повећаном употребом персоналних рачунара повећала се и брига за заштитом од неовлашћеног приступа рачунарским подацима. Све већа умреженост је увеличала ту бригу и довела до нових проблема, попут напада на удаљене рачунаре и мреже, и дала живот делима као што су повреде ауторских права, дистрибуција дечје порнографије и др. Брз технолошки развој се наставља и ствара нове изазове. Све већа присутност на интернету и мрежама излаже рачунаре новим опасностима од спољних напада, пренос илегалних садржаја, ДоС (engl. Denial of Service) напада и ширење малвера. Развој телекомуникација и рачунарства трансформисао је мобилне уређаје у минијатурне умрежене рачунаре са великим потенцијалом за криминал.

## Класификација сајбер криминала
Термин „сајбер криминал“ обухвата широк спектар криминала што у великој мери отежава развој типологије или систем класификације за овај вид криминалитета. Као један од интересантнијих система може бити онај који се налази у Конвенцији Савета Европе о високотехнолошком криминалу. Конвенција о високотехнолошком криминалу прави разлику између четири различите врсте кривичних дела:
1. Дела против поверљивости, интегритета и доступности компјутерских података и система – њих чине незаконити приступ, пресретање, уплитање у податке или системе, коришћење уређаја (производња, продаја, увоз, дистрибуција), програма, лозинке;
2. Дела везана за компјутере – код којих су фалсификовање и крађе најтипичнији облици напада;
3. Дела везана за садржаје – дечја порнографија је најчешћи садржај који се појављује у овој групи обухватајући поседовање, дистрибуцију, трансмисију, чување или чињење доступним и расположивим ових материјала, њихова производња ради дистрибуције и обрада у компјутерском систему или на носиоцу података;
4. Дела везана за кршење ауторских и сродних права обухватају репродуковање и дистрибуцију неауторизованих примерака дела компјутерским системима.[3]

Од 1985. до 1989, изборни комитет експерата за компјутерски криминал Савета Европе дискутовао је о класификацији и проблемима везаним за компјутерски криминал. Препорука о криминалитету везаном за рачунаре R(89)9 усвојена је од стране Савета Европе 13.септембра 1989. Године. У наставку је дата такозвана „листа минимума“ исказаних у Препоруци Савета Европе број R(89)9 која обухвата следећа дела:
1. Рачунарска злоупотреба (унос, измена, брисање или потискивање рачунарских података или програма, као и остале врсте мешања у обраду података које утичу на њен резултат, чиме се изазива економски или имовински губитак другог лица са намером да се стекне незаконита економска добит за себе или треће лице - алтернатива - са намером да се то лице лиши имовине на незаконит начин).
2. Рачунарски фалсификат (унос, измена, брисање или потискивање рачунарских података или програма, као и остале врсте мешања у обраду података на рачунару или под условима, предвиђеним домаћим законом, који би представљао дело фалсификата да је почињен у односу на класичан предмет таквог кривичног дела).
3. Оштећење рачунарских података или рачунарских програма (бесправно брисање, оштећивање, кварење или потискивање рачунарских података или рачунарских програма).
4. Рачунарску саботажу (унос, измена, брисање или потискивање рачунарских података или рачунарских програма или мешање у рачунарски систем са намером да се онемогући функционисање рачунара или телекомуникационог система).
5. Неовлашћени приступ (бесправан приступ рачунарском систему или мрежи кршењем мера безбедности).
6. Неовлашћено ометање (бесправно ометање техничким средствима улазне, излазне или комуникације унутар рачунарског система или мреже).
7. Неовлашћено копирање заштићеног рачунарског програма (бесправно копирање, дистрибуција или јавно објављивање рачунарских програма заштићених законом).
8. Неовлашћено копирање топографије (бесправно копирање законом заштићене топографије, полупроводничког производа или бесправно комерцијално коришћење или увоз у те сврхе топографије или полупроводничког производа направљеног коришћењем топографије).[5]

## Облици сајбер криминала
Различити документи на различите начине класификују облике сајбер криминала. Тако у материјалу за “радионицу” о криминалу на мрежи десетог конгреса УН констатује се да постоје две суб категорије овог криминала:
- сајбер криминал у ужем смислу - као свако незаконито понашање усмерено на електронске операције сигурности компјутерских система и података који се у њима обрађују (прављење и убацивање компјутерских вируса, хакинг, пиратство, компјутерска саботажа, компјутерска шпијунажа, компјутерске преваре и крађа компјутерских услуга );
- сајбер криминал у ширем смислу - као свако незаконито понашање везано за или у односу на компјутерски систем и мрежу, укључујући и такав криминал какво је незаконито поседовање, нуђење и дистрибуирање информација преко компјутерских система и мрежа (компјутерски фалсификати, компјутерске крађе, техничке манипулације уређајима или електронским компонентама, злоупотребе система плаћања).

Зависно од типа почињених дела сајбер криминал може бити:
1. Политички
2. Економски
3. Производња и дистрибуција недозвољених и штетних садржаја
4. Манипулација забрањеним производима, супстанцама и робама
5. Повреде сајбер приватности

Јасно је да велики број различитих класификација сам по себи показује разноврсност ових дела и комплексност њихових појавних облика, али и различитост критеријума који се користе. У сваком случају то би поред упада у компјутерске системе и мреже, шпијунаже, саботаже, пиратерије, бомбардовања електронске поште примањем нежељених порука, „њушкања” лозинке, „прерушавања” једног рачунара другим, били и вируси, односно њихова производња и дистрибуирање, као и цео скуп недозвољених и штетних садржаја од дечје порнографије до растурања верских, расистичких и сличних садржаја. Посебно су бројна дела дисеминације недозвољене робе или пружање недозвољених услуга. Томе треба додати и сајбер саботаже и тероризам, као и крађу Интернет времена, услуга, идентитета, разне злоупотребе кредитних картица.

## Последице компјутерског криминалитета
Штете настале вршењем компјутерских деликата, зависно од појавног облика компјутерског криминалитета, могу се поделити на:
- финансијске – могу да настану када учинилац врши дело у циљу стицања противправне имовинске користи, па ту користи за себе или другог, заиста и стекне, или је не стекне, али својим делом објективно причини одређену штету, или када учинилац не поступа ради стицања користи за себе или другог, али објективно учини финансијску штету;
- нематеријалне – огледају се у неовлашћеном откривању туђих тајни, или другом „индискретном штетном поступању“ ;
- комбиноване – откривањем одређене тајне, или повредом ауторског права, путем злоупотребе компјутера или информатичке мреже нарушава се нечији углед, односно повређује се морално право а истовремено проузрокује и конкретна финансијска штета.

## Правна регулатива сајбер криминала
Правна регулатива компјутерског криминала датира од друге половине осамдесетих година када је амерички конгрес изгласао 1986. године закон о интернет компјутерској превари и злоупотреби и закон о приватности електронских комуникација. Од тада па до данас многе земље су измениле своје кривичне законе и донеле низ посебних законских прописа као што су Закон о компјутерском криминалу (Аустралија 1988), Закон о компјутерским злоупотребама (Велика Британија 1990), Закон о компјутерском криминалу (Холандија 1993), итд. Многе међународне организације су такође донеле препоруке у вези са изменама законодавстава у вези са спречавањем компјутерског криминала: ОЕЦД, ОУН, Савет Европе, Комисија ЕУ, итд. Али битно је нагласити да је Савет Европе био једна од првих међународних организација које су покренуле иницијативу за стварање правних претпоставки за сузбијање компјутерског криминала удруженим напорима више земаља. У сфери кривичног права, одржано је преко двадесет конвенција и усвојено је више од осамдесет препорука. Године 1989. Комитет министара, састављен од министара иностраних послова држава чланица, усвојио је препоруку о заштити података . Ова препорука позива државе чланице да размотре увођење неких прописа у вези компјутерског криминала. Тек 1995. године Савет Европе доноси Препоруку 95 којом представља процедуре за имплементацију претходне препоруке. Препорука 95 представља први моменат дефинисања процедура претраге и заплене, надгледања, електронских доказа, енкрипције и интернационалне кооперације. У фебруару 1997. године, формиран је Комитет експерата о криминалу у сајбер простору (PC-CY). Задатак овог комитета је био испитивање компјутерског криминала и везане проблематике у кривично-процесном праву. Крајњи циљ рада овог комитета је био дефинисање преступа, надлежности, претраге и заплене, заштите података и одговорности интернет провајдера. Као резултат тог рада, настала је, 23. новембра 2001. године у Будимпешти, Конвенција о компјутерском криминалу, док је додатни протокол који се односи на инкриминацију дела расистичке и ксенофобичне природе извршених путем компјутерских система сачињен у Стразбуру 16. априла 2005. године. Ова конвенција представља прекретницу у борби против компјутерског криминала, али и јасну смерницу свим земљама како правосуђе треба да третира преступе у овој сфери.

## Борба против сајбер криминала
Борба против компјутерског криминала се заснива на превентивним и репресивним мерама. Репресивне мере су исте као и код других видова криминалитета, оперативне су веома специфичне. Наиме, оне морају бити усмерена на предузимање активности у циљу отклањања извора, услова, околности или пропуста који погодују неовлашћеном коришћењу или злоупотреби компјутера. Укратко њима треба обезбедити:
- идентификацију могућих напада на компјутер и њихову класификацију са аспекта вероватноће реализације, објекта напада, начина и последице реализације
- избор и постављање одговарајућег система заштите
- одржавање, провера и унапређење постављеног система заштите.

Највећи допринос борби против компјутерског криминала дала је група осам најразвијенијих земаља (Г-8) формирањем такозване Лионске групе. Већ 1996. године у Лиону, ова група је представила четрдесет препорука за борбу против организованог криминала. Након самита у Лиону, формиране су специфичне подгрупе које ће се касније бавити специфичним проблемима везаним за организовани криминал(високотехнолошки криминал, трговина људима, дељење доказа у кривичним процесима, имиграцијске преваре и тероризам).
Подгрупа за високотехнолошки криминал имала је циљ да повећа могућности земаља чланица да спрече, истраже и процесирају злочине у вези са компјутерима, мрежама и другим новим технологијама. Већ 1997. године усвојено је десет принципа за борбу против компјутерског криминала, као и десет ставки акционог плана. Кључни моменти у раду ове групе су: креирање глобалног (тренутно 40 чланова) директоријума за критичне информације (директоријум је доступан само владиним институцијама земаља чланица), разни документи о најбољој пракси (упутства за сигурност компјутерских мрежа, интернационални захтеви за подршку, глобално праћење комуникација и др.) и одржавање конференција за обуку националних служби безбедности, а у вези са компјутерским криминалом.

## Сајбер криминал у Србији
Многи сматрају да је Србија технолошки заостала земља, али према високотехнолошком криминалу, налази се у светском врху, по подацима америчких служби, на трећем месту у свету по преварама путем Интернета. Према речима заменика тужиоца Другог општинског тужилаштва у Београду Бранка Стаменковића, код нас се појављују сви облици високотехнолошког криминала, најраширенија је пиратерија, али има и рачунарске саботаже, преваре, злоупотреба платних картица, неовлашћено коришћење података, педофилије итд.
- Закон о организацији и надлежности државних органа за борбу против високотехнолошког криминала ступио је на снагу 26. јула 2005. године, као одговор државе на високотехнолошки криминал, и “њим се уређује образовање, организација, надлежност и овлашћења посебних организационих јединица државних органа ради откривања, кривичног гоњења и суђења за кривична дела одређена овим законом“. Поред дефинисања шта је високотехнолошки криминал и области деловања овог закона, за поступање у предметима кривичних дела овог закона одређено је Окружно јавно тужилаштво у Београду за територију Републике Србије, и у оквиру њега организује се посебно одељење за борбу против високотехнолошког криминала. Радом овог одељења руководи посебан тужилац кога поставља републички јавни тужилац, при чему предност у избору имају јавни тужиоци и заменици јавних тужиоца који поседују знање из области информатичких технологија. Посебни тужилац се поставља на четири године са могућношћу реизбора.

У нашем праву компјутерска кривична дела, уведена су Кривичном законом Србије из 1998. године, која су у Глави 27 предвиђена као “кривична дела против рачунарских података” (чл. 298-304). У посебном одељку, Кривични закон дефинише изразе који се користе у закону, и у оквиру тога даје законске дефиниције које се односе на компјутерска кривична дела. Основни појмови су: рачунарски податак, рачунарска мрежа, рачунарски програм, рачунарски вирус, исправа, покретна ствар.